# کشیر (کارولینای شمالی)
کشیر (به انگلیسی: Cashiers) شهری در ایالت کارولینای شمالی کشور ایالات متحده آمریکا است که جمعیت آن در سرشماری سال ۲۰۱۰ میلادی، ۱۵۷ نفر بوده‌است.